# Västerdalälven
Västerdalälven, älv i västra Dalarna, längd 315 km inklusive källflöden. Västerdalälven uppstår genom sammanflödet av Görälven och Fuluälven och flyter samman med Österdalälven vid det så kallade Älvmötet i Djurås och bildar sedan Dalälven, Sveriges tredje längsta älv. I äldre tid var det lokala namnet "Ljuran" av ett fornt ord som antingen har betydelsen bred/vid eller ljus/klar (jfr med fornsv. liure: ljusöppning i eldhus). Detta ord står bakom by- och ortsnamnen Djur, Djurås och Djurmo.
Västerdalälvens största biflöde är Vanån.

## Bilder

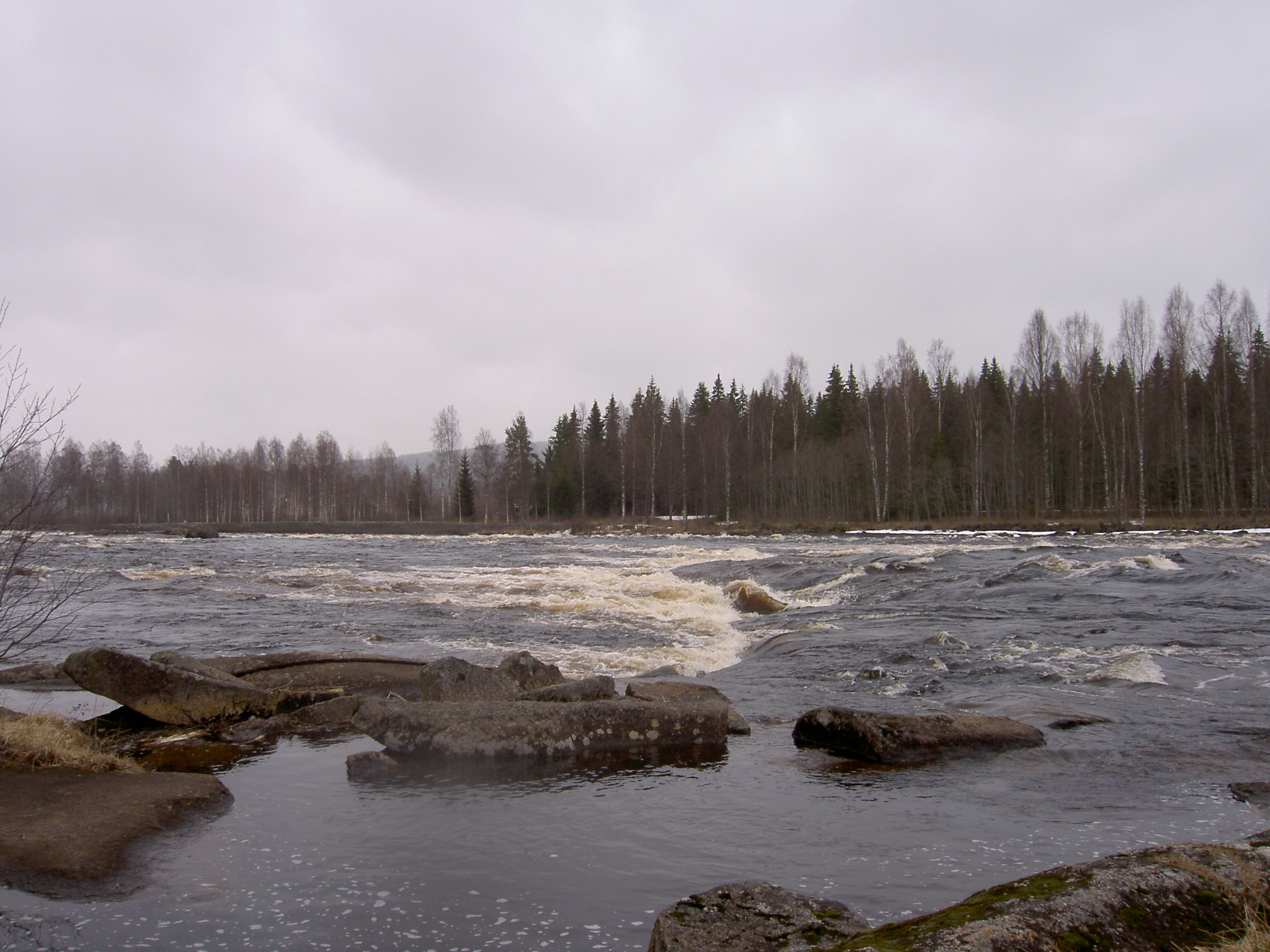
Fänforsen, nära Björbo
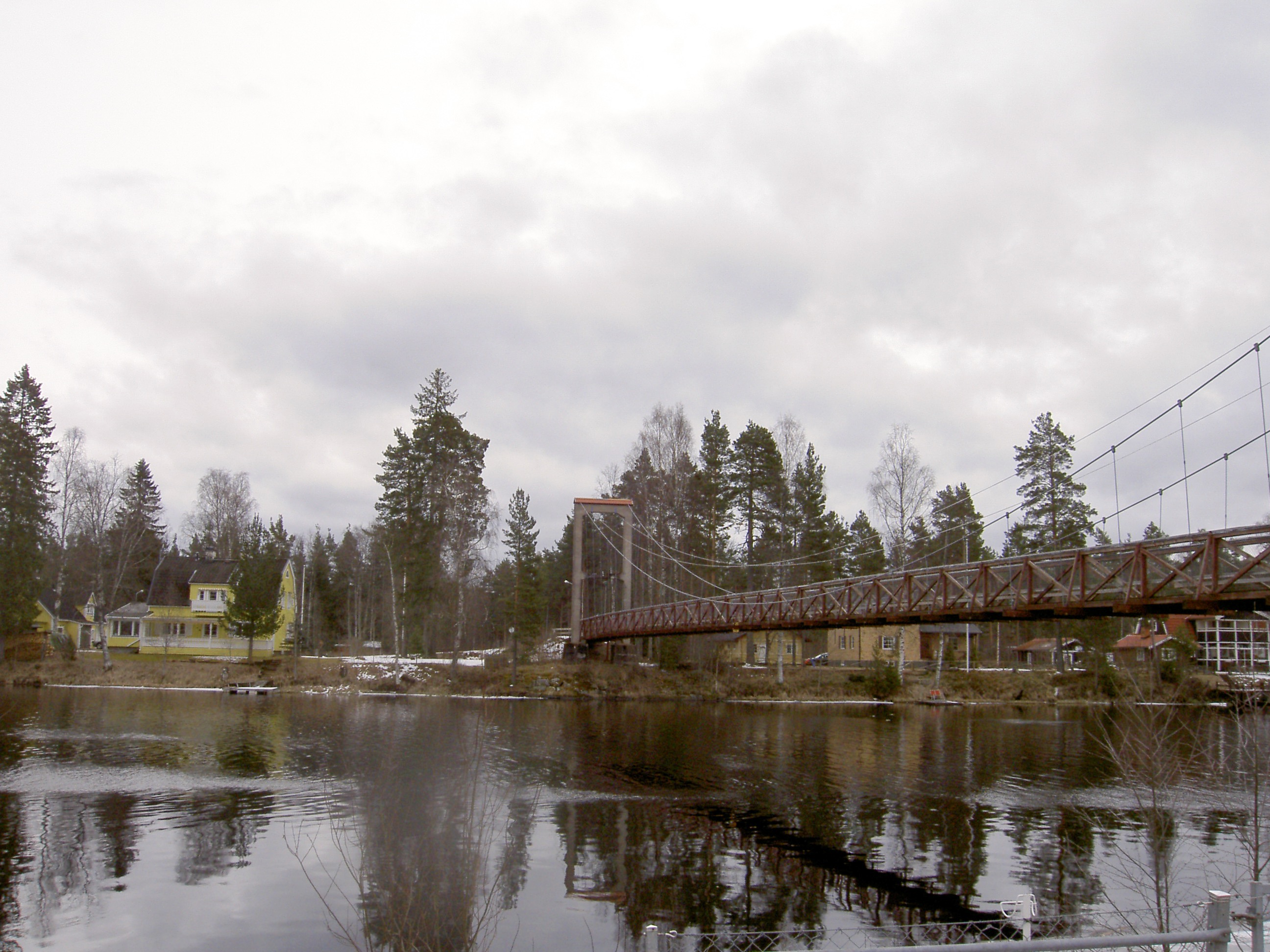
Bro över Västerdalälven, Vansbro
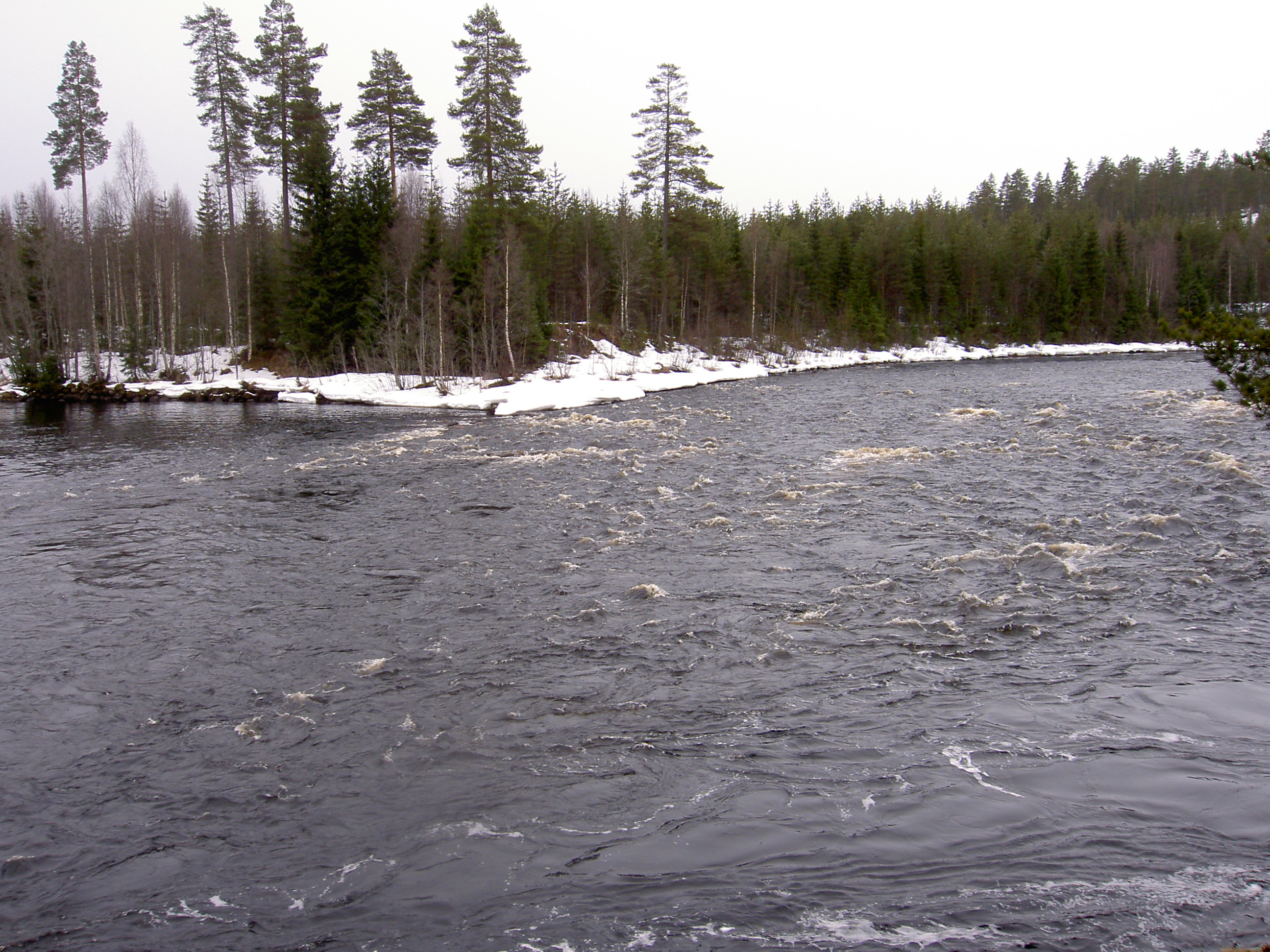
Vemforsen, nära Malung